# Aroga
Aroga är ett släkte av fjärilar som beskrevs av August Busck 1914. Aroga ingår i familjen stävmalar.

## Bildgalleri

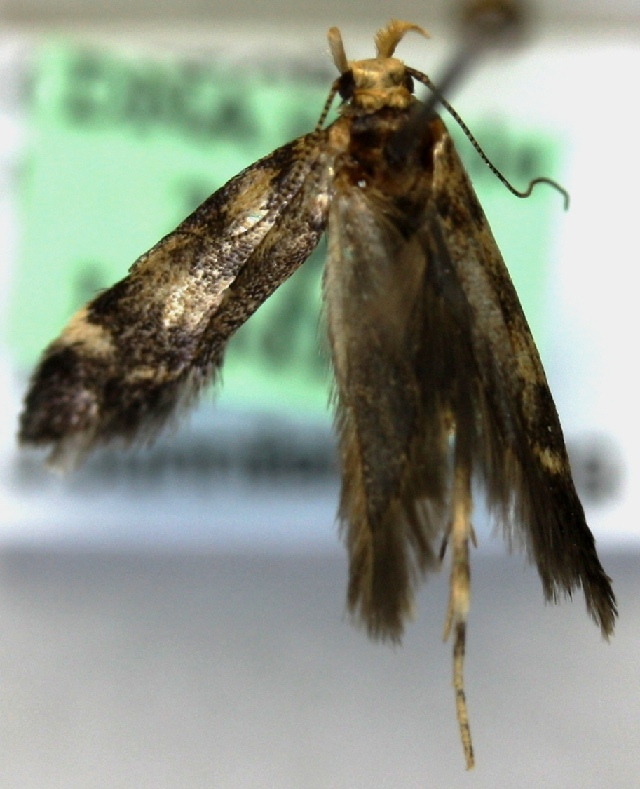

## Dottertaxa tillAroga, i alfabetisk ordning[1][2]
- Aroga acharnaea
- Aroga affiniella
- Aroga alleriella
- Aroga aplasticella
- Aroga argutiola
- Aroga aristotelis
- Aroga astragali
- Aroga aterrimella
- Aroga balcanicola
- Aroga bispiculata
- Aroga brunnea
- Aroga camptogramma
- Aroga chlorocrana
- Aroga coloradensis
- Aroga compositella
- Aroga elaboratella
- Aroga eldorado
- Aroga epigaeella
- Aroga eremella
- Aroga eriogonella
- Aroga flavicomella
- Aroga fulminella
- Aroga hipposaris
- Aroga hulthemiella
- Aroga hyrcanella
- Aroga lacertella
- Aroga leucanieella
- Aroga mesostrepta
- Aroga minimaculella
- Aroga morenella
- Aroga nebulea
- Aroga paraplutella
- Aroga pascuicola
- Aroga paulella
- Aroga peperistis
- Aroga rigidae
- Aroga rupicolella
- Aroga speculifera
- Aroga subsequella
- Aroga temporariella
- Aroga tesserella
- Aroga thoracealbella
- Aroga trachycosma
- Aroga trialbamaculella
- Aroga trilineella
- Aroga unifasciella
- Aroga websteri
- Aroga velocella
- Aroga xyloglypta